# Dante Maggio
Dante Maggio (2 de marzo de 1909-3 de marzo de 1992) fue un actor teatral y cinematográfico de nacionalidad italiana.

## Biografía
Nacido en Nápoles, Italia, en el seno de una familia de intérpretes, era hermano de los actores Pupella, Rosalia, Enzo y Beniamino Maggio. De todos ellos, Pupella y él fueron los que tuvieron una mayor actividad profesional como actores.
Subido a los escenarios ya siendo niño, llegó a ser uno de los actores más importantes de la escena napolitana y, junto a su hermana Pupella, el más famoso de los hermanos. Apreciado por el público, y a veces también por la crítica, Dante Maggio creó recordadas actuaciones gracias a su sentido del humor y su desenvoltura sobre el escenario.
De carácter rebelde e impulsivo, siendo joven acabó en un reformatorio, y antes de ser actor trabajó en diferentes ocupaciones, como heladero, vendedor de periódicos, carpintero y utilero en la compañía teatral de su padre, la Maggio-Coruzzolo-Ciaramella, en la cual más adelante debutó como actor interpretando breves papeles. Posteriormente trabajó con Raffaele Viviani, y se inició realmente como actor junto a Anna Fougez.
En la temporada 1937-1938 participó en Nápoles en algunos números con Carlo Dapporto en Visi e maschere. Durante la Segunda Guerra Mundial actuó en Roma con Quello che bolle in pentola y In picchiata sui cuori. En la inmediata posguerra actuó con su hermano Beniamino en Se il mondo fosse quadrato.  El avanspettacolo era el género en el que se encontraba más a gusto, pero su carácter rebelde le hizo perder la oportunidad de dar un salto de calidad con Wanda Osiris, Guido Riccioli-Nanda Primavera y Peppino De Filippo.
En la temporada 1947-1948 trabajó con Vera Nandi en una revista de cierto éxito, Siamo ricchi e poveri, de Gigi Pisano, y después, con su hermana Pupella y Vera Rol participó en La bugia del giorno (de Mario Amendola y Ruggero Maccari). Con su hermano Beniamino actuó en Scugnizzi e femmine y Riso... dolce, ambas en 1949. En el año 1951 trabajó en Napoli non è milionaria, pieza en la que debutaba Angelo Maggio, adoptado por él tras la guerra.
Dante Maggio debutó en el cine en la posguerra, tras un infeliz inicio en 1940 con un film de escasa distribución. Y fue en el cine donde Maggio se labró una honorable carrera, interpretando a personajes de reparto como actor de carácter, y en ocasiones haciendo papeles de cierta importancia. Cada vez más centrado en el cine, Maggio abandonó las actuaciones teatrales, no sin antes trabajar con su familia, excepto Pupella, por única vez en la revista Venere con i baffi. También consiguió que su hijo Angelo Maggio, que era mulato, trabajara en el film Il mulatto, dirigido en 1949 por Francesco De Robertis (1949), y que tuvo una tibia acogida.
Activo también en la televisión, actuó junto a Beniamino en la versión para la pequeña pantalla de Rinaldo in campo, obra de Pietro Garinei y Sandro Giovannini (1963). Además, en los años 1960, siguiendo la moda del momento, actuó en algunos spaghetti western con el pseudónimo Dan May. Entre sus últimas actuaciones figuran la que llevó a cabo en Per un bambino, episodio dirigido por Mario Caiano en 1975 para la serie Diagnosi'.
Dante Maggio falleció en Roma, Italia, en 1992.

## Filmografía
- 1940 : La reggia sul fiume, de Alberto Salvi
- 1946 : Un giorno nella vita, de Alessandro Blasetti
- 1946 : La grande aurora, de Giuseppe Maria Scotese
- 1946 : Le vie del peccato, de Giorgio Pastina
- 1946 : Ultimo amore, de Luigi Chiarini
- 1947 : Le avventure di Pinocchio, de Giannetto Guardone
- 1947 : Tombolo, paradiso nero, de Giorgio Ferroni
- 1948 : I contrabbandieri del mare, de Roberto Bianchi Montero
- 1948 : Il cavaliere misterioso, de Riccardo Freda
- 1948 : Molti sogni per le strade, de Mario Camerini
- 1948 : Guarany, de Riccardo Freda
- 1949 : Napoli eterna canzone, de Silvio Siano
- 1949 : Il lupo della Sila, de Duilio Coletti
- 1949 : I pompieri di Viggiù, de Mario Mattoli
- 1949 : Cavalcata d'eroi, de Mario Costa
- 1949 : Se fossi deputato, de Giorgio Simonelli
- 1950 : 47 morto che parla, de Carlo Ludovico Bragaglia
- 1950 : Non c'è pace tra gli ulivi, de Giuseppe De Santis
- 1950 : Napoli milionaria, de Eduardo De Filippo
- 1950 : Prima comunione, de Alessandro Blasetti
- 1950 : Luces de variedades, de Alberto Lattuada
- 1950 : Botta e risposta, de Mario Soldati
- 1950 : Canzone di primavera, de Mario Costa
- 1950 : Angelo tra la folla, de Leonardo De Mitri
- 1951 : È più facile che un cammello..., de Luigi Zampa
- 1951 : Piume al vento, de Ugo Amadoro
- 1951 : Milano miliardaria, de Marcello Marchesi y Vittorio Metz
- 1951 : Bellezze in bicicletta, de Carlo Campogalliani
- 1951 : Il Capitano di Venezia, de Gianni Puccini
- 1951 : Trieste mia!, de Mario Costa
- 1952 : Ultimo perdono, de Renato Polselli
- 1952 : Altri tempi - Zibaldone n. 1, de Alessandro Blasetti
- 1952 : Don Lorenzo, de Anton Giulio Bragaglia
- 1952 : Delitto al luna park, de Renato Polselli
- 1952 : Tragico ritorno, de Pier Luigi Faraldo
- 1952 : Senza veli, de Carmine Gallone
- 1952 : Processo alla città, de Mario Zampa
- 1952 : Città canora, de Mario Costa
- 1953 : Perdonami!, de Mario Costa
- 1953 : La pattuglia dell'Amba Alagi, de Flavio Calzavara
- 1953 : Lasciateci in pace, de Marino Girolami
- 1954 : Il cantante misterioso, de Marino Girolami
- 1954 : Totò all'inferno, de Camillo Mastrocinque
- 1954 : Addio Napoli, de Roberto Bianchi Montero
- 1954 : Napoli piange e ride, de Flavio Calzavara
- 1954 : Casta Diva, de Carmine Gallone
- 1954 : Viva il cinema, de Enzo Trapani
- 1954 : Siamo ricchi e poveri, de Siro Marcellini
- 1954 : Il grande addio, de Renato Polselli
- 1955 : La canzone del cuore, de Carlo Campogalliani
- 1955 : Totò all'inferno, de Camillo Mastrocinque
- 1955 : Canzoni di tutta Italia, de Domenico Paolella
- 1955 : Carovana di canzoni, de Sergio Corbucci
- 1955 : Incatenata dal destino, de Enzo Di Gianni
- 1956 : Mamma sconosciuta, de Carlo Campogalliani
- 1956 : Sette canzoni per sette sorelle, de Marino Girolami
- 1956 : Occhi senza luce, de Flavio Calzavara
- 1956 : Canzone proibita, de Flavio Calzavara
- 1956 : Scapricciatiello, de Luigi Capuano
- 1956 : Arriva la zia d'America, de Roberto Bianchi Montero
- 1957 : C'è un sentiero nel cielo, de Marino Girolami
- 1957 : Totò, Vittorio e la dottoressa, de Camillo Mastrocinque
- 1957 : Buongiorno primo amore!, de Marino Girolami
- 1958 : La zia d'America va a sciare, de Roberto Bianchi Montero
- 1958 : Non sono più guaglione, de Domenico Paolella
- 1958 : Quando gli angeli piangono, de Marino Girolami
- 1958 : Capitan Fuoco, de Carlo Campogalliani
- 1958 : Sorrisi e canzoni, de Luigi Capuano
- 1959 : David e Golia, de Ferdinando Baldi
- 1961 : Pesci d'oro e bikini d'argento, de Carlo Veo
- 1962 : Totò e Peppino divisi a Berlino, de Giorgio Bianchi
- 1962 : Twist, lolite e vitelloni, de Marino Girolami
- 1962 : Rififì a Tokyo, de Jacques Deray
- 1962 : Boccaccio 70, de Federico Fellini
- 1962 : Saul e David, de Marcello Baldi
- 1963 : Siamo tutti pomicioni, de Marino Girolami
- 1964 : Una lacrima sul viso, de Ettore Maria Fizzarotti
- 1964 : La visita del rencor (The visit/Der Besuch) de Bernhard Wicki
- 1964 : Se permettete parliamo di donne, de Ettore Scola
- 1964 : La vendetta dei gladiatori, de Luigi Capuano
- 1964 : Il piombo e la carne, de Marino Girolami
- 1965 : Per qualche dollaro in più, de Sergio Leone
- 1964 : Se non avessi più te, de Ettore Maria Fizzarotti
- 1965 : 30 Winchester per El Diablo, de Gianfranco Baldanello
- 1966 : 3 colpi di Winchester per Ringo, de Emimmo Salvi
- 1966 : Un gangster venuto da Brooklyn, de Emimmo Salvi
- 1966 : Operazione San Gennaro, de Dino Risi
- 1967 : Wanted Johnny Texas, de Emimmo Salvi
- 1967 : Operazione San Pietro, de Lucio Fulci
- 1967 : Capriccio all'italiana, de Steno
- 1967 : Ballata per un pistolero, de Alfio Caltabiano
- 1968 : Chiedi perdono a Dio... non a me, de Vincenzo Musolino
- 1968 : I 2 pompieri, de Bruno Corbucci
- 1968 : Corre, Cuchillo, corre, de Sergio Sollima
- 1969 : Italiani! È severamente proibito servirsi della toilette durante le fermate, de Vittorio Sindoni
- 1970 : Una spada per Brando, de Alfio Caltabiano
- 1971 : Acquasanta Joe, de Mario Gariazzo
- 1971 : Prega il morto e ammazza il vivo, de Giuseppe Vari
- 1971 : Black Killer, de Carlo Croccolo
- 1972 : Trinità e Sartana figli di..., de Mario Siciliano
- 1972 : Sumario sangriento de la pequeña Estefanía, de Tonino Valerii
- 1972 : Alleluja e Sartana figli di... Dio, de Mario Siciliano
- 1973 : Il mio nome è Shangai Joe, de Mario Caiano
- 1973 : Una vita lunga un giorno, de Ferdinando Baldi
- 1973 : Sentivano... uno strano eccitante pericoloso puzzo di dollari, de Italo Alfano
- 1974 : Di Tresette ce n'è uno, tutti gli altri son nessuno, de Giuliano Carnimeo